# Friedrich Tempsky
Carl Friedrich Rudolph Tempsky (* 18. Februar 1821 in Prag; † 23. Juli 1902 in St. Wolfgang bei Ischl) war ein österreichisch-böhmischer Buchhändler, Verleger und Politiker. Er war Abgeordneter des Böhmischen Landtags.

## Leben und Wirken
Er war der Sohn des gleichnamigen Besitzers der J. G. Calve’schen Buchhandlung in Prag, Friedrich Tempsky, der kurz nach seiner Geburt starb. Die Mutter zog daraufhin mit ihm 1827 nach Stuttgart zu seinem Großvater, wo er aufwuchs und das Gymnasium besuchte. Im Anschluss ging er an die neugegründete Erziehungsanstalt Stetten bei Stuttgart.
Als der Großvater in Stuttgart starb, zog seine Mutter nach Wien. Da es Österreichern damals untersagt war, ihre Kinder im Ausland auszubilden, musste Tempsky von Stetten bei Stuttgart nach Wien wechseln. Ab 1836 war er dort im Verlagswesen tätig. 1840 ging er in seine Geburtsstadt Prag zurück, wo er eine Stelle bei der Buchhandlung Borrosch und André fand. Im folgenden Jahr übernahm er die Leitung der seiner Mutter gehörigen J. G. Calve’schen Buchhandlung.
1868 übernahm er einen Großteil der Joh. Chr. Hermannischen Verlagsbuchhandlung in Frankfurt am Main. Von 1871 bis 1878 war der Verleger Theodor Hofmann Mitgesellschafter der Buchhandlung, bevor er in Jena selbst ein Geschäft gründete.
1888 übergab er seinem Schwiegersohn Georg Freytag das Geschäft und setzte sich zur Ruhe und widmete sich u. a. seiner großen Leidenschaft, der Botanik.

## Verlagspublikationen (Auswahl)
- Die Gährungschemie. 3 Bände. Prag 1845 (Band 1 Digitalisat, Band 2 Digitalisat, Band 3 Digitalisat – Schoellhorn 1112).
- Anton Wach: Gemeinnütziger Baurathgeber bei allen Arbeits- und Materialberechnungen im Baufache: mit Beifügung der am häufigsten gebrauchten Formeln. Prag 1855.
- Anton Gindely: Böhmen und Mähren im Zeitalter der Reformation. Geschichte der böhmischen Brüder. 2 Bände. Prag 1857–1858
  - Band 1: 1450–1564. 1857.
  - Band 2: 1564–1609. 1858.
- Joseph Alexander Freiherr von Helfert: Die österreichische Volksschule: Die Gründung der österreichischen Volksschule durch Maria Theresia. 1860. 1860 (google.de [abgerufen am 6. August 2022]).
- Anton Wach: Gemeinnütziger Bauratgeber bei allen Arbeits- und Materialberechnungen im Baufach in den Hallensern Salzwerke. Prag 1863.
- Pavel Jozef Šafárik: Geschichte der südslawischen Literatur aus dessen handschriftlichem Nachlasse. Prag 1865 (archive.org).
- Anton Gindely: Rudolf II. und seine Zeit, 1600–1612. Band 1, 2., durchgesehene Auflage. Prag 1868.
- Anton Gindely: Geschichte der Ertheilung des böhmischen Majestätsbriefes von 1609. Prag 1868.
- Franz Guth: Die Lehre vom Einkommen in dessen Gesammtzweigen. Aus dem Standpunkte der Nationalöconomie nach einer selbstständigen theoretisch-practischen Anschauung. Prag 1869.
- Anton Gindely: Geschichte des dreißigjährigen Krieges. Friedrich Tempsky, Prag 1869–1880 (abweichende Bandzählung in späteren Auflagen).
- Anton Wach: Gemeinnütziger Baurathgeber bei allen Arbeits- und Materialberechnungen im Baufache. Prag 1874 .
- Constantin Jos. Jireček: Geschichte der Bulgaren. Prag 1876 (Digitalisat).
- Konstantin Jireček: Die Heerstrasse von Belgrad nach Constantinopel und die Balkanpässe. Prag 1877.
- František Vejdovský: Beiträge zur vergleichenden Morphologie der Anneliden. I. Monographie der Enchytraeiden. Prag 1879.
- Anton Gindely: Illustrierte Geschichte des 30-jährigen Krieges. Friedrich Tempsky, Prag 1887.
- Anton Gindely: Zur Beurtheilung des kaiserlichen Generals im 30-jährigen Kriege, Albrechts von Waldstein. Eine Antwort an Dr. Hermann Hallwich. Friedrich Tempsky, Prag 1887

## Ehrungen
- 1872 Ritterkreuz des Franz-Joseph-Ordens